# Rato-dos-lameiros
O Arvicola amphibius, comummente conhecido como rato-dos-lameiros é uma espécie roedora semiaquática pertencente ao género Arvicola e à família dos cricetídeos.

## Etimologia
Quanto ao nome científico desta espécie:
- O nome genérico, Arvicola, provém do neolatim[5], resultando da aglutinação dos étimos latinos clássicos arvum[6], que significa «campo», e do sufixo -cola, que significa «habitante».[7]

- O epíteto específico, amphibius, provém do latim[8], resultando de uma adaptação do étimo grego clássico ἀμφίβιος‎, que significa «anfíbio; que tem duas vidas», por alusão à faculdade de poder viver em terra e na água.[9]

## Distribuição
Esta espécie marca presença da Europa central à Europa Ocidental, incluíndo Portugal, Espanha e França, encontrando-se também no Oriente, designadamente na Siberia, Mongolia e nalgumas partes do Sudoeste asiático.

### Península Ibérica
Na Península Ibérica, esta espécie ocorre numa faixa setentrional, onde existem duas populações principais, relativamente isoladas geograficamente uma da outra: uma está localizada na região da Cordilheira Cantábrica e a outra região dos Pirenéus. Em Portugal há registo da ocorrência desta espécie no Parque Natural de Montesinho, sito no extremo nordeste de Portugal.

### Habitat
O rato-do-lameiro é uma espécie ripícola, habitando nas margens de rios, riachos, lagoas e outros corpos de água de caracteristícas lênticas. Geralmente, privilegiam as áreas com boa cobertura vegetal, sobretudo as que se situem nas cercanias de cursos de água, embora também possam aparecer em em jardins e courelas. 

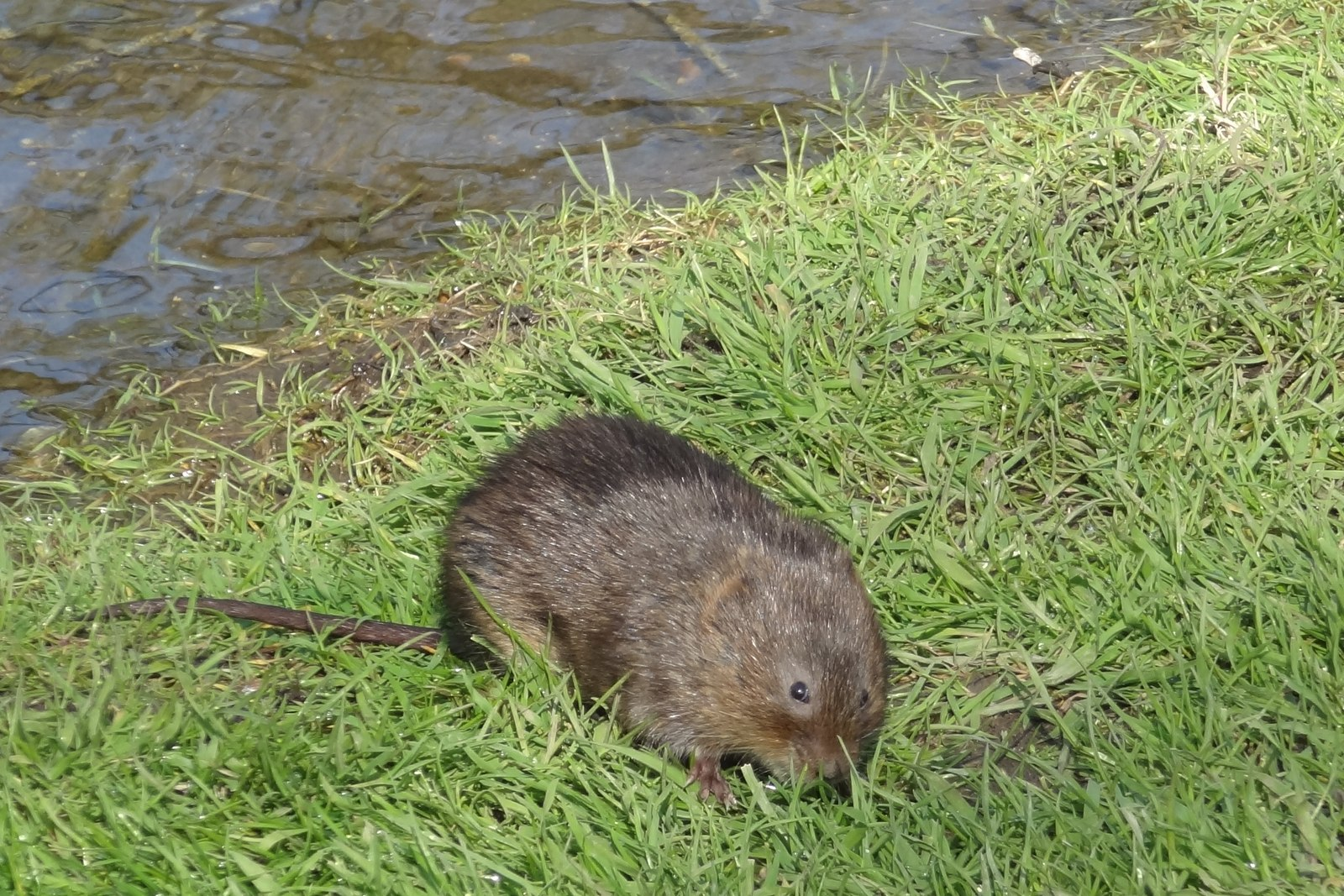
Imagem de um rato-dos-lameiros

Os ratos-dos-lameiros cavam tocas  e madrigueiras, cujas galerias podem variar entre os de 34 metros de extensão no Inverno até aos 74 metros no Verão. Estas madrigueiras podem conter entre um ou dois ninhos e, no Inverno, podem incluir divisões destinadas ao armazenamento de alimentos.

## Descrição
Nesta espécie, o comprimento médio do corpo dos machos é de 210 mm, ao passo que o das fêmeas, em média, tende a medir cerca de 187 mm. O comprimento da cauda é, em média, 124 mm nos machos e 116,5 mm nas fêmeas. Os machos pesam, em média, 263 gramas, enquanto as fêmeas pesam, em média, 232 gramas.
A sua pelagem é espessa e estende-se da cabeça até ao final da cauda. A coloração varia do castanho-claro ao escuro na parte superior do corpo, às vezes matizando-se em tons de preto. Enquanto que no ventre assume uma coloração que se matiza do branco ao cinzenta. Esta coloração torna-os difíceis de ver na densa vegetação onde preferem refugiar-se. Conta com garras estão bem desenvolvidas em cada uma das patas e com glândulas laterais, usadas para marcar território, as quais costumam ser facilmente identificáveis, na maior parte das vezes.
Esta espécie possui a composição dentária típica dos roedores, sendo que os seus dentes molares estão sempre em constante crescimento.

## Hábitos
Os ratos-dos-lameiros são bons nadadores e mergulhadores.
Não costumam viver em grandes grupos. Os adultos têm os seus próprios territórios, os quais marcam com fossas fecais, localizadas perto do ninho, da toca e plataformas à beira de água onde os ratos-dos-lameiros saem ou entram na água. As fossas são conhecidas por serem um bom indicador dessa espécie e podem ser usadas para medir a abundância de espécimes. 
Os ratos-do-lameiro também costumam marcar o seu território, com recurso a almíscar segregado por uma glândulas laterais, embora isto normalmente não seja detectável durante um trabalho de campo. 
São uma espécie territorial, pelo que podem atacar, caso o seu território seja invadido por outros ratos-dos-lameiros.